# Typ 094
Der Typ 094 (nach chinesischer Schreibweise als Typ 09IV, nach NATO-Codename als Jin-Klasse bezeichnet) ist eine Klasse von sechs nukleargetriebenen strategischen Unterseebooten (SSBN) der Marine der Volksrepublik China.
Als Nachfolger der Changzheng 6 (Typ 092) ist sie größer und soll moderne Technik des SSN Typs 093 enthalten.

## Beschreibung
Die Boote verfügen über einen langgestreckten, im vorderen Drittel des Bootes befindlichen Turm mit seitlich angebrachten Tiefenrudern. Ab ungefähr dem ersten Drittel des Turms erhebt sich dann auf dem Mittelteil des Bootes ein Aufbau ähnlich einem Schildkrötenpanzer. Dieser Aufbau enthält zwei Reihen zu je sechs Submarine-launched ballistic missiles vom Typ JL-2 (NATO-Bezeichnung: CSS-N-14). Wahrscheinlich enthält der Rumpf außerdem sechs 533-mm-Torpedorohre.
Am 17. Oktober 2006 wurde das erste Boot dieser Klasse im Marinestützpunkt Xiaopingdao gesichtet. Ein Foto vom Juli 2007 zeigte zwei dieser Boote in der Bohai-Schiffswerft in Huludao. Somit konnte zum angegebenen Zeitpunkt nicht sicher gesagt werden, ob diese Klasse aus zwei oder drei Booten besteht. Nach Berichten von Ende April 2008 will die Volksbefreiungsarmee jedoch mindestens fünf dieser U-Boote bauen und in Dienst stellen (vgl. Marinestützpunkt Sanya).
Ab Dezember 2015 wurden die U-Boote zu Patrouillen zur nuklearen Abschreckung eingesetzt. Ende 2022 wurden sie mit JL-3 SLBMs aufgerüstet, die vom Südchinesischen Meer aus das Festland der Vereinigten Staaten erreichen können; es wurden Reichweiten von über 10.000 km gemeldet.

## Einheiten
| Kennung  | Name          | Bauwerft                    | Kiellegung | Stapellauf | Indienststellung | Bemerkungen (Flotte) |
| Typ 094  | Typ 094       | Typ 094                     | Typ 094    | Typ 094    | Typ 094          | Typ 094              |
| -------- | ------------- | --------------------------- | ---------- | ---------- | ---------------- | -------------------- |
|          |               | Bohai Schiffswerft, Huludao | 1999       | 2004       | 2007             | aktiv                |
|          | Changzheng 10 | Bohai Schiffswerft, Huludao | 2003       | 2007       | 2010             | aktiv                |
|          | Changzheng 11 | Bohai Schiffswerft, Huludao | 2004       | 2009       | 2012             | aktiv                |
| 421      | Changzheng 18 | Bohai Schiffswerft, Huludao |            | 2018       | 23. April 2021   | aktiv                |
| Typ 094A |               |                             |            |            |                  |                      |
|          |               | Bohai Schiffswerft, Huludao |            |            | 2018             | aktiv                |
|          |               | Bohai Schiffswerft, Huludao |            |            | 2020             | aktiv                |